# Championnat du Pakistan de football
Le championnat du Pakistan de football (Pakistan Premier League) a été créé en 1948. Il est situé au sommet du système footballistique pakistanais. 16 clubs participent à ce championnat qui est régi par un système de promotion et relégation sous l'autorité de la Pakistan Football Federation League. Les équipes jouent 30 matchs chacune pour un total de 240 rencontres.
Depuis 2004, un championnat à poule unique a été instauré avec un nouveau format afin de permettre à l'équipe nationale de disposer de joueurs de meilleure qualité. Les champions actuels sont les joueurs du Karachi Electric FC qui ont remporté le championnat pour la première fois de leur histoire.
À partir de l'édition 2014-2015, le vainqueur du championnat se qualifie pour le tour préliminaire de la Coupe de l'AFC. Auparavant, le meilleur club pakistanais prenait part à la Coupe du président de l'AFC.

## Palmarès

### Championnat national
- 1948 : Sindh Red
- 1950 : Balochistan Red
- 1952 : Punjab
- 1953 : Punjab
- 1954 : Punjab Blue
- 1955 : Punjab
- 1956 : Balochistan
- 1957 : Punjab
- 1958 : Punjab Blue
- 1959 : Balochistan
- 1960 : East Pakistan
- 1961/62 : Dacca
- 1962 : Dacca
- 1963 : Karachi
- 1964/65 : Karachi
- 1966 : Karachi
- 1968 : Peshawar
- 1969 : Pakistan Railways FC
- 1969/70 : Chittagong
- 1971 : Pakistan International Airlines FC
- 1972 : Pakistan International Airlines FC
- 1973 : Karachi Yellow
- 1975-1 : Pakistan International Airlines FC
- 1975-2 : Sindh Red
- 1976 : Pakistan International Airlines FC
- 1978 : Pakistan International Airlines FC
- 1979 : Karachi Red
- 1980 : Karachi Red
- 1981 : Pakistan International Airlines FC
- 1982 : Habib Bank Limited
- 1983 : Water and Power Development Authority
- 1984 : Pakistan Railways FC
- 1985 : Quetta
- 1986 : Pakistan Air Force FC
- 1987 : Crescent Textile Mills
- 1989-1 : Punjab Red
- 1989-2 : Pakistan International Airlines FC
- 1990 :   Punjab Red
- 1991 : Water and Power Development Authority
- 1992/93 : Pakistan International Airlines FC
- 1993/94 : Pakistan Army FC
- 1994 : Crescent Textile Mills
- 1995 : Pakistan Army FC
- 1997-1 : Allied Bank Limited
- 1997-2 : Pakistan International Airlines FC
- 1999 : Allied Bank Limited
- 2000 : Allied Bank Limited
- 2001 : Water and Power Development Authority
- 2003 : Water and Power Development Authority

### National Premier League
| Saison    | Champion                | Vice-champion           | Meilleur buteur                       | Total                   |
| --------- | ----------------------- | ----------------------- | ------------------------------------- | ----------------------- |
| 2004      | WAPDA FC                | Pakistan Army FC        | Arif Mehmood (WAPDA FC)               | 20                      |
| 2005      | Pakistan Army FC        | WAPDA FC                | Imran Hussain (Pakistan Army FC)      | 21                      |
| 2006-2007 | Pakistan Army FC        | WAPDA FC                | Arif Mehmood (WAPDA FC)               |                         |
| 2007-2008 | WAPDA FC                | Pakistan Army FC        | Arif Mehmood (WAPDA FC)               | 21                      |
| 2008      | WAPDA FC                | Pakistan Army FC        | Muhammad Rasool (KRL FC)              | 22                      |
| 2009      | KRL FC                  | Pakistan Army FC        | Arif Mehmood (WAPDA FC)               | 20                      |
| 2010      | WAPDA FC                | KRL FC                  | Arif Mehmood (WAPDA FC)               | 21                      |
| 2011      | KRL FC                  | Afghan FC               | Jadeed Khan (Afghan FC)               | 22                      |
| 2012-2013 | KRL FC                  | KESC FC                 | Kaleemullah Khan (KRL FC)             | 23                      |
| 2013-2014 | KRL FC                  | KESC FC                 | Muhammad                              |                         |
| 2014-2015 | Karachi Electric FC     | Pakistan Army FC        | Muhammad Rasool (Karachi Electric FC) |                         |
| 2015-2016 | Championnat non disputé | Championnat non disputé | Championnat non disputé               | Championnat non disputé |
| 2016-2017 | Championnat non disputé | Championnat non disputé | Championnat non disputé               | Championnat non disputé |
| 2017-2018 | Championnat non disputé | Championnat non disputé | Championnat non disputé               | Championnat non disputé |
| 2018-2019 | KRL FC                  | Pakistan Air Force FC   | Ansar Abbas (Pakistan Army FC)        | 15                      |
| 2019-2020 | Championnat non disputé | Championnat non disputé | Championnat non disputé               | Championnat non disputé |
| 2020-2021 | Championnat non disputé | Championnat non disputé | Championnat non disputé               | Championnat non disputé |
| 2021-2022 | Championnat abandonné   | Championnat abandonné   | Championnat abandonné                 | Championnat abandonné   |
| 2022-2023 | Championnat non disputé | Championnat non disputé | Championnat non disputé               | Championnat non disputé |

## Liens
- (en) Palmarès du championnat du Pakistan sur le site RSSSF.com